# 울프상
울프상(영어: Wolf Prize)은 1978년부터 인종, 피부색, 종교, 성별, 정치적 시각과 관계없이 인류의 이익과 우호 관계 증진에 기여한 사람들 중에서, 살아있는 과학자와 예술가들에게 매년 수여하는 상이다.
상은 독일계 발명가이자 이스라엘의 주(駐) 쿠바 대사를 지낸 바 있는 리카르도 울프 박사가 설립한 이스라엘의 울프 재단에서 시상한다. 상은 모두 6개 부문으로 나뉘어 있다. 농업, 화학, 수학, 의학, 물리학, 그리고 예술 부문상은 건축, 음악, 회화, 조각 분야에서 순환하여 매년 시상한다. 각 상은 상장과 미화 10만 달러의 상금이다.
물리학과 화학 부문에서 울프상은 노벨상 다음으로, 이 분야에서의 가장 명성이 있는 상으로 평가받고 있다. 의학 분야는 노벨상과 래스커상 다음으로, 즉 3번째로 평가되는 상이다. 수학 분야에서는 노벨상이 없으므로, 필즈상 다음으로 유명하다.

## 참조
- “Wolf Foundation General Information”. Wolf Foundation. 2007년 8월 24일에 확인함.
- “Wolf Foundation Founders and Donors”. Wolf Foundation. 2007년 8월 24일에 확인함.